# Judith Giordan
Judith C. Giordan es una química y empresaria estadounidense que es profesora de práctica en la Universidad Estatal de Oregón. Es presidenta electa de la American Chemical Society. Fue galardonada con la Medalla Garvan-Olin 2010.

## Primeros años y educación
Giordan estudió en la Universidad de Rutgers, donde se licenció en ciencias ambientales. Se trasladó a la Universidad de Maryland, en College Park para realizar una investigación doctoral sobre hidrocarburos no saturados. Tras obtener su doctorado, Giordan se incorporó a la Universidad Goethe de Frankfurt, donde trabajó como becaria de la Fundación Alexander von Humboldt. Tras licenciarse, Giordan se unió a Henkel Corporation, donde trabajó en investigación y desarrollo.

## Investigación y carrera
Giordan trabajó como Vicepresidenta de Investigación y Desarrollo en PepsiCo.
Giordan trabaja en programas de investigación y formación, así como en el desarrollo comercial. Es la fundadora de ecosVC, una organización que busca convertir la investigación en innovaciones de éxito comercial, y de la Red de Agentes Químicos.
En 2015, la Fundación Alexander von Humboldt apoyó a Giordan en la creación de una red de mujeres innovadoras. La red buscaba apoyar a las mujeres que trabajan en ciencia y tecnología en todo el mundo.

## Premios y honores
- 1980 Becaria postdoctoral Alexander von Humboldt[3]
- 1990 Quién es quién en investigación y mujeres estadounidenses[6]
- Medalla Garvan-Olin 2010[11]
- 2013 Miembro electo de la American Chemical Society[4]
- Premio Henry Whalen de la Sociedad Química Estadounidense 2014[12]
- Premio Alexander von Humboldt Alumni Networking 2015[13]
- 2022 Presidenta electa de la American Chemical Society.[4]

## Publicaciones seleccionadas
- Giordan, Judith C. (1 de octubre de 1983). «Negative ions: effect of .alpha.- vs. .beta.-silyl substitution on the negative ion states of .pi. systems». Journal of the American Chemical Society 105 (22): 6544-6546. ISSN 0002-7863. doi:10.1021/ja00360a002.
- Giordan, Judith C.; Moore, John H.; Tossell, John A.; Kaim, Wolfgang (October 1985). «Interaction of frontier orbitals of Group 15 and Group 16 methides with the frontier orbitals of benzene». Journal of the American Chemical Society 107 (20): 5600-5604. ISSN 0002-7863. doi:10.1021/ja00306a003.
- Giordan, Judith C.; Moore, John H. (1 de octubre de 1983). «Anion states of para-disubstituted benzenes: p-Di-tert-butylbenzene and related group 4 molecules: p-bis[trimethyl(silyl, germyl, and stannyl)]benzene». Journal of the American Chemical Society 105 (22): 6541-6544. ISSN 0002-7863. doi:10.1021/ja00360a001.